# Éric Pichon
Éric Pichon (Saint-Chamond, 30 de març de 1966 - Sant-Etiève, 31 d'agost de 2012) va ser un ciclista francès, que fou professional entre 1990 i 1991. Quan era amateur va guanyar la medalla de plata al Campionat del Món en ruta per darrere del polonès Joachim Halupczok.

## Palmarès
- 1988
  - Vencedor d'una etapa al Tour du Lyonais et des monts Pilat
- 1989
  - 1r al Tour de Bohèmia